# يو إف سي 230
يو إف سي 230: كورمييه ضد لويس (بالإنجليزية: UFC 230: Cormier vs. Lewis)‏ هو حدث لفنون القتال المختلطة نظمته يو إف سي، أُقيم في 3 نوفمبر 2018، على ماديسون سكوير جاردن في مدينة نيويورك، ولاية نيويورك، الولايات المتحدة.